# Сакулинская (Вологодская область)
Сакулинская — деревня в Верховажском районе Вологодской области.
Входит в состав Сибирского сельского поселения, с точки зрения административно-территориального деления — в Сибирский сельсовет.
Расстояние по автодороге до районного центра Верховажья — 42 км, до центра муниципального образования Елисеевской — 11 км. Ближайшие населённые пункты — Аксеновская, Харитоновская, Осташевская, Сафроновская, Ворониха.
По переписи 2002 года население — 13 человек.